# بيتر كولفيلد
بيتر كولفيلد (بالإنجليزية: Peter Caulfield)‏ هو مدرب كرة قدم ولاعب كرة قدم بريطاني، ولد في 21 ديسمبر 1959 في کوتبريج ‏ في المملكة المتحدة.